# عناصر فارسی در انگلیسی
واژه‌هایی از تمام مراحل زبان فارسی و از بسیاری زمینه‌ها به زبان انگلیسی راه یافته‌اند، ولی غالباً از مجرای یک یا چند زبان دیگر. اولین واژه‌ها توسط نویسندگان زبان‌های لاتین و یونانی از فارسی قدیم منتقل شده‌اند، و سپس به زبان‌های متأخرترِ اروپایی راه یافته‌اند. parádeisos یونانی parádeisos < فارسی قدیم. *paridaiza- شاید از همه بهتر و بیشتر شناخته‌شده باشد، که از «پالیزِ» فارسی به معنای باغ آشپزخانه آمده‌است، و گزنفون برای بوستانی محصور ازآنِ شاهان ایران به‌کار برده‌است.
ورودِ گروه دیگری از لغات فارسی به تماس‌های اروپایی را وامدار امپراطوری عثمانی در ترکیه است. از آن جمله‌اند این واژه‌ها:
- “bazaar” < بازار
- “dervish” < درویش
- “firman” < Turk. ferman < NPers. farmān; “divan” < دیوان
- “kiosk < ”Turk. کوشک ترکی < اوایل دورهٔ فارسی نو: کوشک
- “caravan < Turk. ”kervan < فارسی: کاروان
- “caravanserai” < کاروانسرا
- “serai, saray” < «سرا(ی)» فارسی